# Megaphrynium distans
Megaphrynium distans är en strimbladsväxtart som beskrevs av Frank Nigel Hepper. Megaphrynium distans ingår i släktet Megaphrynium och familjen strimbladsväxter. Inga underarter finns listade.